# Косточки
Косточки (укр. Косточки) — село,
Кировский сельский совет,
Полтавский район,
Полтавская область,
Украина.
Код КОАТУУ — 5324081407. Население по переписи 2001 года составляло 11 человек.

## Географическое положение
Село Косточки находится на правом берегу реки Полузерье,
выше по течению на расстоянии в 2,5 км расположено село Карпуси,
ниже по течению на расстоянии в 3 км расположено село Андреевка (Решетиловский район),
на противоположном берегу — село Васьки.
Рядом проходит автомобильная дорога М-03.